# Stade Bordelais
L'Stade bordelais és un club omnisports francès fundat el 18 de juliol de 1889. El club comprèn les seccions d'atletisme, BMX, bridge, futbol, petanca, rugbi a 15 i de tennis, tot i que la de rugbi n'és la més important. L'Stade bordelais va ser el primer club de rugbi no parisenc que va guanyar el campionat de França de rugbi, el qual va dominar durant més d'una dècada a principis del segle xx.
Amb el debut del segle xxi va néixer el projecte d'unió de l'Stade bordelais amb el Club athlétique Bordeaux-Bègles Gironde, un altre club de rugbi de l'àrea de Bordeus. Després de llargues negociacions el 10 de març de 2006 aquesta unió es va fer efectiva amb el nom de 
Union Stade bordelais-Club Athlétic Bordeaux-Bègles Gironde, també anomenada Union Bordeaux Bègles. Aquesta associació no es tracta pas d'una fusió de clubs, partint-se d'aquesta manera el control de l'equip de rugbi en un 50% entre les dues associacions. Actualment l'equip resultat d'aquesta unió juga a la Pro D2 (segona divisió).

## Palmarès
- Campionat de França de rugbi a 15:
  - Campió: 1899, 1904, 1905, 1906, 1907, 1909 i 1911 (7)
  - Finalista: 1900, 1901, 1902, 1908 i 1910
- Copa de França de rugbi a 15: 
  - Finalista: 1943 i 1944
- Challenge de l'Espérance:
  - Campió: 1997

## Les finals de l'Stade bordelais

### Campionat de França
| Data de la final   | Vencedor              | Finalista          | Resultat | Lloc de la final                  | Espectadors |
| 30 d'abril de 1899 | Stade bordelais       | Stade français     | 5-3      | Route du Médoc, Le Bouscat        | 3.000       |
| 22 d'abril de 1900 | Racing club de France | Stade bordelais UC | 37-3     | Levallois-Perret                  | 1.500       |
| 31 de març de 1901 | Stade français        | Stade bordelais UC | 3-0      | Route du Médoc, Le Bouscat        | ...         |
| 23 de març de 1902 | Racing club de France | Stade bordelais UC | 6-0      | Parc des Princes, París           | 1.000       |
| 27 de març de 1904 | Stade bordelais UC    | Stade français     | 3-0      | La Faisanderie, Saint-Cloud       | 2.000       |
| 16 d'abril de 1905 | Stade bordelais UC    | Stade français     | 12-3     | Route du Médoc, Le Bouscat        | 6.000       |
| 8 d'abril de 1906  | Stade bordelais UC    | Stade français     | 9-0      | Parc des Princes, París           | 4.000       |
| 24 de març de 1907 | Stade bordelais UC    | Stade français     | 14-3     | Route du Médoc, Le Bouscat        | 12.000      |
| 5 d'abril de 1908  | Stade français        | Stade bordelais UC | 16-3     | Stade Yves-du-Manoir, Colombes    | 10.000      |
| 4 d'abril de 1909  | Stade bordelais UC    | Stade toulousain   | 17-0     | Estadi dels Ponts Bessons, Tolosa | 15.000      |
| 17 d'abril de 1910 | FC Lyon               | Stade bordelais UC | 13-8     | Parc des Princes, París           | 8.000       |
| 8 d'abril de 1911  | Stade bordelais UC    | SCUF               | 14-0     | Route du Médoc, Le Bouscat        | 12.000      |

## Jugadors emblemàtics
- Pascal Laporte (0 cops seleccionat)
- Eugène Billac (9)
- Maurice Boyau (6)
- Maurice Bruneau (4)
- Marc Giacardy (1)
- René Graciet (6)
- Marcel Laffitte (0)
- Bernard Laporte
- Jean Laudouar (5)
- Maurice Leuvielle (7)
- Alphonse Massé (7)
- Vincent Moscato (4)
- William Téchoueyres (3)
- Jean Lassalle (10)